# ISO 3166-2:ES
Norme ISO 3166-2 – données pour l'Espagne.
À partir de 2010 (voir la mise à jour des sources), la norme prend en compte les règles politico-linguistiques suivantes :
- Pour les toponymes des communautés autonomes de Navarre, de Valence et du Pays Basque, le nom en langue régionale est coofficiel avec le nom en castillan ; cette équivalence est indiquée, dans la norme et dans cet article, par le signe « / » entre les deux noms.
- Dans les communautés autonomes de Galice, de Catalogne et aux Baléares, le nom régional des toponymes est le seul officiel ; l'ancien  nom castillan est indiqué pour information entre crochets, dans la norme et dans cet article.

## Communautés autonomes (17)es:comunidad autónoma
| Code ISO 3166-2 | Noms espagnols officiels                                          | Nom français (non officiel)   |
| --------------- | ----------------------------------------------------------------- | ----------------------------- |
| AN              | Andalucía                                                         | Andalousie                    |
| AR              | Aragón                                                            | Aragón                        |
| AS              | Asturias, Principado de                                           | Asturies, Principauté des     |
| CN              | Canarias                                                          | Îles Canaries                 |
| CB              | Cantabria                                                         | Cantabrie                     |
| CM              | Castilla-La Mancha                                                | Castille-La Manche            |
| CL              | Castilla y León                                                   | Castille-et-León              |
| CT              | Catalunya(ca) [Cataluña(es)]                                      | Catalogne                     |
| EX              | Extremadura(es) [Estremaura(ext)]                                 | Estrémadure                   |
| GA              | Galicia(gl) [Galicia(es)]                                         | Galice                        |
| IB              | Illes Balears(ca) [Islas Baleares(es)]                            | Îles Baléares                 |
| RI              | La Rioja                                                          | La Rioja                      |
| MD              | Madrid, Comunidad de                                              | Madrid, Communauté de         |
| MC              | Murcia, Región de                                                 | Murcie, Région de             |
| NC              | Navarra, Comunidad Foral de(es) / Nafarroako Foru Komunitatea(eu) | Navarre, Communauté forale de |
| PV              | País Vasco(es) / Euskadi(eu)                                      | Pays basque                   |
| VC              | Valenciana, Comunidad(es) / Valenciana, Comunitat(ca)             | Valencienne, Communauté       |

## Provinces (50)es:provincia
| Code ISO 3166-2 | Noms espagnols officiels               | Nom français (non officiel) | Communauté autonome |
| --------------- | -------------------------------------- | --------------------------- | ------------------- |
| ES-C            | A Coruña(gl) [La Coruña(es)]           | La Corogne                  | GA                  |
| ES-VI           | Álava(es) / Araba(eu)                  | Alava                       | PV                  |
| ES-AB           | Albacete                               | Albacete                    | CM                  |
| ES-A            | Alicante(es) / Alacant(ca)             | Alicante                    | VC                  |
| ES-AL           | Almería                                | Almería                     | AN                  |
| ES-O            | Asturias                               | Asturies                    | AS                  |
| ES-AV           | Ávila                                  | Ávila                       | CL                  |
| ES-BA           | Badajoz                                | Badajoz                     | EX                  |
| ES-PM           | Illes Balears(ca) [Islas Baleares(es)] | Îles Baléares               | IB                  |
| ES-B            | Barcelona(ca) [Barcelona(es)]          | Barcelone                   | CT                  |
| ES-BU           | Burgos                                 | Burgos                      | CL                  |
| ES-CC           | Cáceres                                | Cáceres                     | EX                  |
| ES-CA           | Cádiz                                  | Cadix                       | AN                  |
| ES-S            | Cantabria                              | Cantabrie                   | CB                  |
| ES-CS           | Castellón(es) / Castelló(ca)           | Castellón                   | VC                  |
| ES-CR           | Ciudad Real                            | Ciudad Real                 | CM                  |
| ES-CO           | Córdoba                                | Cordoue                     | AN                  |
| ES-CU           | Cuenca                                 | Cuenca                      | CM                  |
| ES-GI           | Girona(ca) [Gerona(es)]                | Gérone                      | CT                  |
| ES-GR           | Granada                                | Grenade                     | AN                  |
| ES-GU           | Guadalajara                            | Guadalajara                 | CM                  |
| ES-SS           | Guipúzcoa(es) / Gipuzkoa(eu)           | Guipuscoa                   | PV                  |
| ES-H            | Huelva                                 | Huelva                      | AN                  |
| ES-HU           | Huesca                                 | Huesca                      | AR                  |
| ES-J            | Jaén                                   | Jaén                        | AN                  |
| ES-LO           | La Rioja                               | La Rioja                    | RI                  |
| ES-GC           | Las Palmas                             | Las Palmas                  | CN                  |
| ES-LE           | León                                   | León                        | CL                  |
| ES-L            | Lleida(ca) [Lérida(es)]                | Lérida                      | CT                  |
| ES-LU           | Lugo(gl) [Lugo(es)]                    | Lugo                        | GA                  |
| ES-M            | Madrid                                 | Madrid                      | MD                  |
| ES-MA           | Malaga                                 | Malaga                      | AN                  |
| ES-MU           | Murcia                                 | Murcie                      | MC                  |
| ES-NA           | Navarra(es) / Nafarroa(eu)             | Navarre                     | NC                  |
| ES-OR           | Ourense(gl) [Orense(es)]               | Orense                      | GA                  |
| ES-P            | Palencia                               | Palencia                    | CL                  |
| ES-PO           | Pontevedra(gl) [Pontevedra(es)]        | Pontevedra                  | GA                  |
| ES-SA           | Salamanca                              | Salamanque                  | CL                  |
| ES-TF           | Santa Cruz de Tenerife                 | Santa Cruz de Tenerife      | CN                  |
| ES-SG           | Segovia                                | Ségovie                     | CL                  |
| ES-SE           | Sevilla                                | Séville                     | AN                  |
| ES-SO           | Soria                                  | Soria                       | CL                  |
| ES-T            | Tarragona(ca) [Tarragona(es)]          | Tarragone                   | CT                  |
| ES-TE           | Teruel                                 | Teruel                      | AR                  |
| ES-TO           | Toledo                                 | Tolède                      | CM                  |
| ES-V            | Valencia(es) / València(ca)            | Valence                     | VC                  |
| ES-VA           | Valladolid                             | Valladolid                  | CL                  |
| ES-BI           | Vizcaya(es) / Bizkaia(eu)              | Biscaye                     | PV                  |
| ES-ZA           | Zamora                                 | Zamora                      | CL                  |
| ES-Z            | Zaragoza                               | Saragosse                   | AR                  |

## Villes autonomes d'Afrique du Nord (2)es:ciudades autónomas en el Norte de África
| Code ISO 3166-2 | Nom espagnol officiels | Nom français (non officiel) |
| --------------- | ---------------------- | --------------------------- |
| ES-CE           | Ceuta                  | Ceuta                       |
| ES-ML           | Melilla                | Melilla                     |

## Codets réservés
Les codets « EA » (en relation avec les villes autonomes espagnoles de Ceuta et Melilla) en Afrique du Nord, « IC » (en relation avec la communauté autonome espagnole des Îles Canaries), sont requis par l’Organisation mondiale des douanes (World Customs Organization ou WCO). Ces codets sont réservés à titre exceptionnel.

## Sources
- Sources des listes : FIPS 10-4 ; IGN 1986 ; mise à jour Asociación Española de Normalización y Certificación (AENOR) 2002-05-06
- Sources des codes : code de trafic routier pour les capitales de provinces ; secrétariat ISO/TC 46/WG 2 ; loi 1991-12-11 ; ISO 3166/MA

### Mises à jour
- ISO 3166-2:2000-06-21 bulletin d’information n° I-1
- ISO 3166-2:2002-05-21 bulletin d’information n° I-2
- ISO 3166-2:2002-12-10 bulletin d’information n° I-4
- ISO 3166-2:2010-02-03 corrigé bulletin d’information n° II-1, corrigé le 19 février 2010.